# جون إتش هيرز
جون إتش هيرز (بالألمانية: John H. Herz؛ بالإنجليزية: John H. Herz) هو كاتب ومؤلف ألماني وأمريكي، ولد في 23 سبتمبر 1908 في دوسلدورف في ألمانيا، وتوفي في 26 ديسمبر 2005 في نيويورك في الولايات المتحدة.